# Lượng tử hóa

Tín hiệu được lượng tử hoá

Lượng tử (quantum) trong vật lý học là một đại lượng rời rạc và nhỏ nhất của một thực thể vật lý. Ví dụ, photon là một lượng tử của ánh sáng, và electron là một lượng tử của nguyên tử.
Lượng tử hóa (quantization) có thể được định nghĩa một cách khái quát rằng: đó là một quá trình xấp xỉ một tập đại lượng có giá trị tương đối lớn hoặc thay đổi liên tục (hoặc thay đổi một cách rời rạc trong một khoảng rất nhiều giá trị) (ví dụ, các số thực) bằng một lượng có giá trị nhỏ hơn (hoặc thay đổi một cách rời rạc trong một khoảng tương đối ít giá trị) (ví dụ, các số nguyên).
Ứng dụng thường gặp nhất của lượng tử hóa là lượng tử hóa tín hiệu. Đây là một trong nhiều bước biến tín hiệu tương tự thành tín hiệu số, hay nói cách khác là quá trình lấy mẫu (sampling) các tín hiệu tương tự và chuyển thành các giá trị tương ứng với tín hiệu số. Mục đích của quá trình này là biểu diễn lại một cách chính xác nhất các tín hiệu tương tự bằng tín hiệu số.

## Phân loại lượng tử hóa
- Lượng tử hóa tín hiệu số
  - Xử lý ảnh
  - Nhận dạng tiếng nói
  - Nén dữ liệu
- Thuyết lượng tử (vật lý học)